# Верхняя Карповка
Верхняя Ка́рповка — село в Читинском районе Забайкальского края России. Входит в состав сельского поселения Смоленское.

## География
Село расположено в 25 километрах к северу от Читы. 

## Климат
Климат резко континентальный. Ср. температура в июле +16 — +18 °С (максимальная +38 °С). Зима холодная, ср. температура в янв. –24 — –28 °С (абс. минимум –50 °С). В год выпадает 350–400 мм осадков. Наиболее засушливы весна и начало лета. Вегетационный период длится 120–140 дней. 

## Население
| 2021 |
| ---- |
| 0    |

## История
Решение образовать новый населённый пункт путём выделения из села Карповка было принято Законом Забайкальского края от 25 декабря 2013 года с предполагаемым наименованием Профилакторий Карповка. Законом Забайкальского края от 14 марта 2018 года наименование Профилакторий Карповка было заменено на Верхняя Карповка. На федеральном уровне наименование Верхняя Карповка было присвоено Распоряжением Правительством РФ от 11 октября 2018 года N 2186-р.